# Ralf Rangnick
Ralf Rangnick (Backnang, 1958. június 29. –) német labdarúgóedző, korábbi labdarúgó, az osztrák labdarúgó-válogatott szövetségi kapitánya.
Miután játékos karrierje sikertelen volt, Rangnick 1983-ban, 25 évesen kezdte meg edzői pályafutását. 1997-ben az Ulm 1846 vezetőedzője lett, ahol megnyerte a Regionalliga Südöt első szezonjában. Ezt követően kinevezte a VfB Stuttgart, ez volt első munkája a Bundesligában. A csapattal megnyerte a 2000-es UEFA Intertotó-kupát, de nem sokkal később kirúgták. 2001-ben a Hannover 96 edzője lett és feljutott a csapattal az első osztályba, majd 2004-ben távozott. Miután rövid ideig a Schalke 04-nél dolgozott, 2006-ban aláírt az 1899 Hoffenheimmel és eljuttatta a csapatot az első osztályig. 2011-ben távozott a csapattól, hogy visszatérjen a Schalkébe, ahol abban az évben meg is nyerte a német kupát, illetve eljutott a Bajnokok Ligája elődöntőéig. Később 2015 és 2019 között, két különböző időszakban az RB Leipzig vezetőedzője volt.
Rangnick 2012-ben csatlakozott a Red Bullhoz, mint sportigazgató, hogy segítsen a cég terjeszkedésében az európai futballban, kiemelve annak fontosságát, hogy fiatal játékosokat igazoljanak és kialakítsanak egy utánpótlásprogramot, világszerte működő felderítő hálózattal. A pályán támadásra fókuszált, amely nagy pénzügyi és sportsikert is aratott a Red Bull klubjaiban, világszerte. 2019-ben kinevezték sport- és futballfejlesztési igazgatónak a cégnél, de egy évvel később lemondott. 2021-ben csatlakozott a Lokomotyiv Moszkvához, hogy a Red Bullnál betöltött pozíciójához hasonló feladatkörben dolgozzon.
Rangnick a gegenpressing stílus kialakítója, amely értelmében a csapat, miután elveszti a labdát, azonnal megpróbálja visszaszerezni azt, ahelyett, hogy visszaállna védekezni. Rangnick fő inspirációi Ernst Happel, Valerij Lobanovszkij, Arrigo Sacchi és Zdeněk Zeman, illetve befolyásolta Thomas Tuchel, Julian Nagelsmann, Ralph Hasenhüttl és Jürgen Klopp stílusát.

## Sikerei, díjai
- SSV Ulm 1846
  - Regionalliga Süd: 1996–1997
- VfB Stuttgart U19
  - U19-es Bundesliga: 1990–91
- VfB Stuttgart
  - Intertotó-kupa: 2002
- Hannover 96
  - Német másodosztály bajnoka: 2001–2002
- Schalke 04
  - Német ligakupa: 2005
  - Német kupa: 2010–2011
    - döntős: 2004–2005

  - Német szuperkupa: 2011

- RB Leipzig
  - Német kupa – döntős: 2018–19

## Edzői statisztika
2022. május 2-án lett frissítve.
| VfB Stuttgart II  | Németország | 1985. július 1.      | 1987. június 30.     | 70  | 28  | 16  | 26  | 40    |
| Reutlingen 05     | Németország | 1995. július 1.      | 1996. december 31.   | 51  | 26  | 12  | 13  | 50.98 |
| Ulm 1846          | Németország | 1997. január 1.      | 1999. március 16.    | 75  | 36  | 18  | 21  | 48    |
| VfB Stuttgart     | Németország | 1999. május 3.       | 2001. február 24.    | 86  | 36  | 16  | 34  | 41.86 |
| Hannover 96       | Németország | 2001. május 23.      | 2004. március 8.     | 98  | 44  | 22  | 32  | 44.9  |
| Schalke 04        | Németország | 2004. szeptember 28. | 2005. december 12.   | 65  | 36  | 15  | 14  | 240   |
| 1899 Hoffenheim   | Németország | 2006. június 22.     | 2011. január 2.      | 166 | 79  | 43  | 44  | 47.59 |
| Schalke 04        | Németország | 2011. március 21.    | 2011. szeptember 22. | 23  | 10  | 3   | 10  | 43.48 |
| RB Leipzig        | Németország | 2015. május 29.      | 2016. május 26.      | 36  | 21  | 7   | 8   | 58.33 |
| RB Leipzig        | Németország | 2018. július 9.      | 2019. június 30.     | 52  | 29  | 13  | 10  | 55.77 |
| Manchester United | Anglia      | 2021. december 2.    | 2022. június         | 27  | 11  | 10  | 6   | 40.74 |
| Ausztria          | Ausztria    | 2022. április 29.    | jelenlegi            | 0   | 0   | 0   | 0   | 0     |
| Összesen          | Összesen    | Összesen             | Összesen             | 749 | 356 | 175 | 218 | 47.53 |

## Külső hivatkozások
- hivatalos honlapja (angol nyelven). ralfrangnick.com